# Трансформаторное масло
Трансформа́торные масла́ — минеральные масла высокой чистоты и низкой вязкости.
Применяются для заливки силовых и измерительных трансформаторов, реакторного оборудования, а также масляных выключателей. Предназначено для изоляции находящихся под напряжением частей и узлов силового трансформатора, отвода тепла от нагревающихся при работе трансформатора частей, а также предохранения изоляции от увлажнения. Трансформаторные масла выполняют функции дугогасящей среды.

## Свойства
Электроизоляционные свойства масел определяются в основном тангенсом угла диэлектрических потерь. Электрическая прочность трансформаторных масел, в свою очередь, в основном определяется наличием волокон и воды, поэтому механические примеси и вода в таких маслах должны полностью отсутствовать.
Низкая температура застывания масел (−45°С и ниже) нужна для сохранения их подвижности в условиях низких температур. Для обеспечения эффективного отвода тепла трансформаторные масла должны обладать наименьшей вязкостью при температуре вспышки не ниже 95, 125, 135 и 150°С для разных марок.
Наиболее важное свойство трансформаторных масел — это их стабильность против окисления, то есть способность сохранять свои параметры при длительной работе. Обычно все сорта таких масел содержат эффективную антиокислительную присадку.
Эксплуатационные свойства трансформаторного масла определяются его химическим составом, который зависит главным образом от химического состава сырья и применяемых способов его очистки. Применяемые марки трансформаторного масла отличаются химическим составом и эксплуатационными свойствами и имеют различные области применения. В новые масляные трансформаторы следует заливать только свежее трансформаторное масло, не бывшее в эксплуатации. Каждая партия трансформаторного масла, применяемая для заливки и доливки трансформаторов, должна иметь сертификат завода-поставщика масла. Свежее трансформаторное масло, поступающее с нефтеперерабатывающих предприятий, перед заливкой в силовые трансформаторы следует очистить от имеющихся механических примесей, влаги и газов.
Влага в трансформаторном масле может находиться в состоянии осадка, в виде эмульсии и в растворённом состоянии. Подготовленное для заливки трансформаторное масло полностью очищается от влаги, находящейся в эмульсионном состоянии и в виде отстоя. В растворённом состоянии влага не оказывает значительного влияния на электрическую прочность и тангенс угла потерь, однако способствует повышению окисляемости трансформаторного масла и снижению его стабильности. Поэтому достижение удовлетворительных значений пробивного напряжения и тангенса угла потерь трансформаторного масла не является окончательным критерием очистки.
При атмосферном давлении в трансформаторном масле может быть растворено 10 % воздуха. Перед заливкой в силовые трансформаторы, оборудованные азотной и плёночной защитой, трансформаторное масло должно быть дегазировано до остаточного газосодержания не более 0,1 % массы.
После очистки в масле должны отсутствовать механические примеси.

## Место трансформаторных масел в общей классификации товарных масел
В группу энергетических масел в России включают турбинные, электроизоляционные и компрессорные масла. В свою очередь, электроизоляционные масла делятся на трансформаторные, конденсаторные и кабельные масла для выключателей.

## Ассортимент трансформаторных масел
На территории Российской Федерации производятся следующие марки трансформаторных масел:
- ГК II А — применяются в электрооборудовании всех классов напряжения;
- ВГ II А — то же;
- МВТ III А — маломасляные выключатели;
- Т-1500 У II А — электрооборудование напряжением до 500 кВ включительно;
- ТКп II А — то же;
- масло селективной очистки — электрооборудование напряжением до 200 кВ включительно;
- ГК III А — то же.

## Проверка эксплуатационных свойств
Эксплуатационные свойства трансформаторных масел проверяют по электроизоляционным и физико-химическим характеристикам:
- определение электрической прочности масла;
- определение тангенса угла потерь масла;
- определение влагосодержания масла. Метод основан на выделении водорода при взаимодействии находящейся в масле влаги с гидридом кальция ;
- определения газосодержания масла. Производится с помощью абсорбциометра. Способ определения заключается в измерении изменения остаточного давления в ёмкости после заливки в неё пробы испытываемого масла;
- определение механических примесей. Количественное содержание механических примесей заключается в пропускании растворенной в бензине пробы трансформаторного масла через беззольный бумажный фильтр.
- Определение содержания фуранов методом жидкостной хроматографии по ГОСТ IEC 61198- 2014 Масла изоляционные нефтяные Методы определения 2-фурфурола и родственных соединений [7].
- Определение содержания газов методом газовой хроматографии  
  - ASTM     D3612-02(2017) Стандартный метод испытаний для анализа газов, растворенных     в электроизоляционном масле, методом газовой хроматографии[8]
  - МЭК 60567:2023     Маслонаполненное электрооборудование - Отбор проб свободных газов и анализ     свободных и растворенных газов в минеральных маслах и других изоляционных     жидкостях[9]
  - СТ РК 2.434-2017     «Методика выполнения измерений. Хроматографический анализ газов,     растворенных в масле силовых трансформаторов»[10]

## Способы очистки и регенерации
В современном трансформаторном оборудовании масло работает в достаточно жестких условиях: высокая напряженность электрического поля, высокая температура и др. В процессе эксплуатации трансформаторные масла подвергаются термохимическому и электрическому старению, что приводит к снижению их эксплуатационных характеристик. После замены отработанное масло подлежит либо утилизации, либо регенерации. Ниже приведены основные способы очистки и регенерации трансформаторных масел.
Отстаивание — один из наиболее простых методов очистки трансформаторных масел. Он заключается в выпадании из масла взвешенных твердых частиц и микрокапель воды под действием силы тяжести, если эти включения имеют достаточные размеры, а их плотность значительно превышает плотность масла.
Обработка центрифугированием — этот способ обработки трансформаторного масла заключается в удалении из масла влаги и взвешенных механических частиц при воздействии на них центробежной силы. Можно удалить из трансформаторного масла только влагу, находящуюся в состоянии эмульсии и твердые частицы, удельная масса которых больше удельной массы обрабатываемого трансформаторного масла. Центрифугирование применяется в основном при подготовке масла для заливки в силовые трансформаторы напряжением до 35 кВ, либо в качестве предварительной очистки масла. Длительная обработка масла способствует окисляемости чистого масла из-за возможного удаления антиокислительных присадок.
Обработка масла фильтрованием — обработка трансформаторного масла фильтрованием заключается в пропускании его через пористые перегородки, на которых задерживаются имеющиеся в нём примеси.
Адсорбционная обработка — процесс очистки трансформаторного масла при помощи адсорбции основан на поглощении воды и других примесей различными адсорбентами. В основном для этого применяются синтетические цеолиты, которые имеют высокую адсорбентную способность, особенно к молекулам воды. Обработка трансформаторного масла с помощью цеолитов позволяет удалить из него влагу, находящуюся в растворенном состоянии.
Обработка в вакуумных установках. Основным элементом является дегазатор. Сырое трансформаторное масло предварительно нагревается до температуры 50-60°С, после чего распыляется в первой ступени дегазатора. Затем оно тонким слоем стекает по поверхности колец Рашига. Одновременно первая ступень вакуумируется вакуум-насосом. Откачка выделяющихся паров влаги и газа осуществляется через цеолитовый патрон и воздушный фильтр. Из полости первой ступени дегазатора трансформаторное масло самотёком поступает в полость второй ступени, где происходит его окончательная осушка и дегазация. Далее трансформаторное масло через фильтр тонкой очистки подается в трансформатор или ёмкость.
При очистке и регенерации масел могут применяться комбинированные методы, основанные на одновременном использовании нескольких из вышеперечисленных подходов.